# Olios mordax
Olios mordax là một loài nhện trong họ Sparassidae.
Loài này thuộc chi Olios. Olios mordax được Octavius Pickard-Cambridge miêu tả năm 1899.